# Rosa Viñals i Lladós
Rosa Viñals i Lladós   (Bóixols, 5 de juliol de 1883 - Barcelona, 21 de setembre de 1944) fou una cirurgiana i llevadora –i editora de premsa especialitzada– que s'ha relacionat amb el feminisme.

## Biografia
Rosa Vinyals i Lladós va néixer a Bóixols, un poble d'Abella de la Conca, el 5 de juliol de 1883. Va ser cirurgiana i llevadora de la Beneficència Municipal de Barcelona i va exercir la seva activitat a la Casa Provincial de la Maternitat i Expòsits, dedicada a l'atenció de mares solteres, criatures i expòsits.
Va ser directora de la revista quinzenal La Mujer y la Higiene, que es començà a publicar el dia 1 de novembre de l'any 1905 i en la qual col·laboraven sobretot dones llevadores o cirurgianes. La revista no estava pensada específicament per a especialistes, és a dir, per a metges, infermeres i llevadores, sinó per al públic en general. Estava dedicada a les mares de família, les llevadores, les cirurgianes, les infermeres i, en general, a totes les dones i a la seva relació amb la medicina i la higiene. La higiene quirúrgica i de la llar n'eren alguns dels temes principals. De fet, quan la revista va aparèixer la divulgació de la medicina i la higiene era un dels seus objectius primordials. L'altre objectiu era dignificar la feina de les llevadores, tenint-la com una professió respectable que complia una funció important a la societat.
A la revista es recullen diversos debats, entre els quals cal destacar el debat sobre l'avortament. El primer article sobre aquest tema a la revista rep el nom de «Por la justicia», i es fa ressò d'una denúncia feta per un alcalde de barri contra una llevadora que va practicar un avortament. Als articles de la revista dedicats a aquest tema s'analitzen les causes que poden dur una dona a decidir avortar i fa responsable d'aquesta decisió a la societat i a l'estat.
Rosa Vinyals va ser la principal editora i ànima de la revista, va criticar la reducció de les dones al rol maternal i va predir que arribaria el moment en el qual les capacitats morals, intel·lectuals i socials de les dones serien tingudes en consideració per la legislació espanyola, i que els homes i les dones serien considerats iguals, al mateix nivell. Vinyals no només volia dignificar la feina de les llevadores, sinó totes les professions exercides majoritàriament per dones, com la de mestra o infermera, acabant amb els prejudicis preexistents pel fet de ser professions feminitzades, i volia que això es fes a partir de l'orgull de ser dona, és a dir, a partir de la valoració de les dones per elles mateixes.